# Papyrus 74
Papyrus 74 (in de nummering van Gregory-Aland), of {\displaystyle {\mathfrak {P}}}74, is een handschrift op papyrus van het Nieuwe Testament in het Grieks. Het bevat de Handelingen van de Apostelen en de Katholieke brieven met hiaten. Op grond van schrifttype wordt het toegeschreven aan de 7e eeuw.

## Inhoud
De volgende verzen zijn nog leesbaar:
Hand 1:2-28:31 †; Jac. 1:1-5:20 †; 1 Pet. 1:1-2,7-8,13,19-20,25; 2:6-7,11-12,18,24; 3:4-5; 2 Pet. 2:21; 3:4,11,16; 1 Joh. 1:1,6; 2:1-2,7,13-14,18-19,25-26; 3:1-2:8,14,19-20; 4:1,6-7,12,18-19; 5:3-4,9-10,17; 2 Joh. 1,6-7,13; 3 Joh. 6,12; Jud.: 3,7,11-12,16,24.

## Beschrijving
Het handschrift is niet zo heel oud, maar het is belangrijk. Het is een uitstekende tekstgetuige voor het boek Handelingen.
De Griekse tekst van deze codex is een voorbeeld van de Alexandrijnse tekst. Aland beschrijft het als een strikte tekst, en plaatst het in Categorie I.
Het handschrift wordt bewaard in de Bibliotheca Bodmeriana (P. Bodmer XVII) in Cologny bij Genève.

## Varianten
Handelingen 15:34 ontbreekt in dit handschrift, evenals in Codex Sinaiticus, Codex Alexandrinus, Codex Vaticanus, E, Ψ, Byz.(=Koine)
In de Nieuwe Bijbelvertaling staat vers 34 in een voetnoot:
-(15:34) Andere handschriften hebben dit als een extra vers:
34 Maar Silas besloot daar te blijven.’ Weer andere handschriften hebben: ‘34 Maar Silas besloot bij hen te blijven; alleen Judas vertrok.
Handelingen 20:28 zegt het του κυριου (of the Lord), evenals Codex Alexandrinus, Codex Ephraemi Rescriptus, Codex Bezae, Codex Laudianus, Codex Athous Laurensis, en de minuskels 33, 36, 453, 945, 1739, 1891, die daarin alle verschillen van het Alexandrijnse του Θεου (van God), en het Byzantijnse του κυριου και του Θεου (van de Heer en van God).
Handelingen 27:16 — καυδα (naam van een eiland), deze variant wordt alleen ondersteund door de Codex Vaticanus, Minuskel 1195, Oud Latijnse versie, Vulgaat, en Peshitta.